# 507 (číslo)
Pět set sedm je přirozené číslo. Následuje po číslu pět set šest a předchází číslu pět set osm. Římskými číslicemi se zapisuje DVII a řeckými číslicemi φζ.

## Matematika
507 je:
- Deficientní číslo
- Složené číslo
- Nešťastné číslo

## Astronomie
- (507) Laodica je planetka hlavního pásu, kterou v roce 1903 objevil Raymond Smith Dugan

## Ostatní
- +507 je mezinárodní telefonní předvolba Panamy

## Roky
- 507
- 507 př. n. l.